# Wayne's Story
«Wayne's Story» — пісня американського репера King Von з його дебютного студійного альбому Welcome to O'Block, виданого 30 жовтня 2020 р. на лейблах Only the Family та Empire Distribution. Є 16-им, останнім треком на платівці.
Як і «Crazy Story», «Wayne's Story» створено з наміром зробити трилогію. Попри незавершеність, перша частина слугує підтвердженням хисту виконавця та його вміння оповідувати.

## Текстова складова
Репер розповідає історію «Shorty» («Малого»), молодого хлопця з кварталу, що йде по спіралі вниз до злочинного життя.
Є однією з найулюбленіших пісень виконавця з його останнього прижиттєвого проєкту, Welcome to O'Block.

## Відеокліп
Прем'єра: 8 грудня 2020 року. Сценарій: King Von. Режисер: Joán. У кліпі зображено молодого чоловіка, «Shorty», який стріляє в когось під час гри в кості й урешті-решт стає на шлях різних пограбувань. Загалом кінематографічно відтворено все описане в пісні. Наприкінці написано «Далі буде».
Відео зібрало понад 2 млн переглядів на YouTube усього за 12 годин. Є першим посмертним кліпом репера. Вихід відео «Armed & Dangerous» 6 листопада 2020 року перенесли через загибель виконавця того ж дня. Його прем'єра сталася вже після виходу «Wayne's Story».

## Сертифікації
| Регіон                                                      | Сертифікація | Продажі |
| ----------------------------------------------------------- | ------------ | ------- |
| США (RIAA)                                                  | Золотий      | 500 000 |
| продажі+прослуховування, що базуються лише на сертифікаціях |              |         |